# Romulea requienii
Lo zafferanetto di Requien (Romulea requienii Parl.) è una pianta appartenente alla famiglia delle Iridaceae.
Il suo nome è dedicato a Esprit Requien (1788-1852), appassionato botanico ed esperto conoscitore della flora provenzale e corsa.

## Descrizione

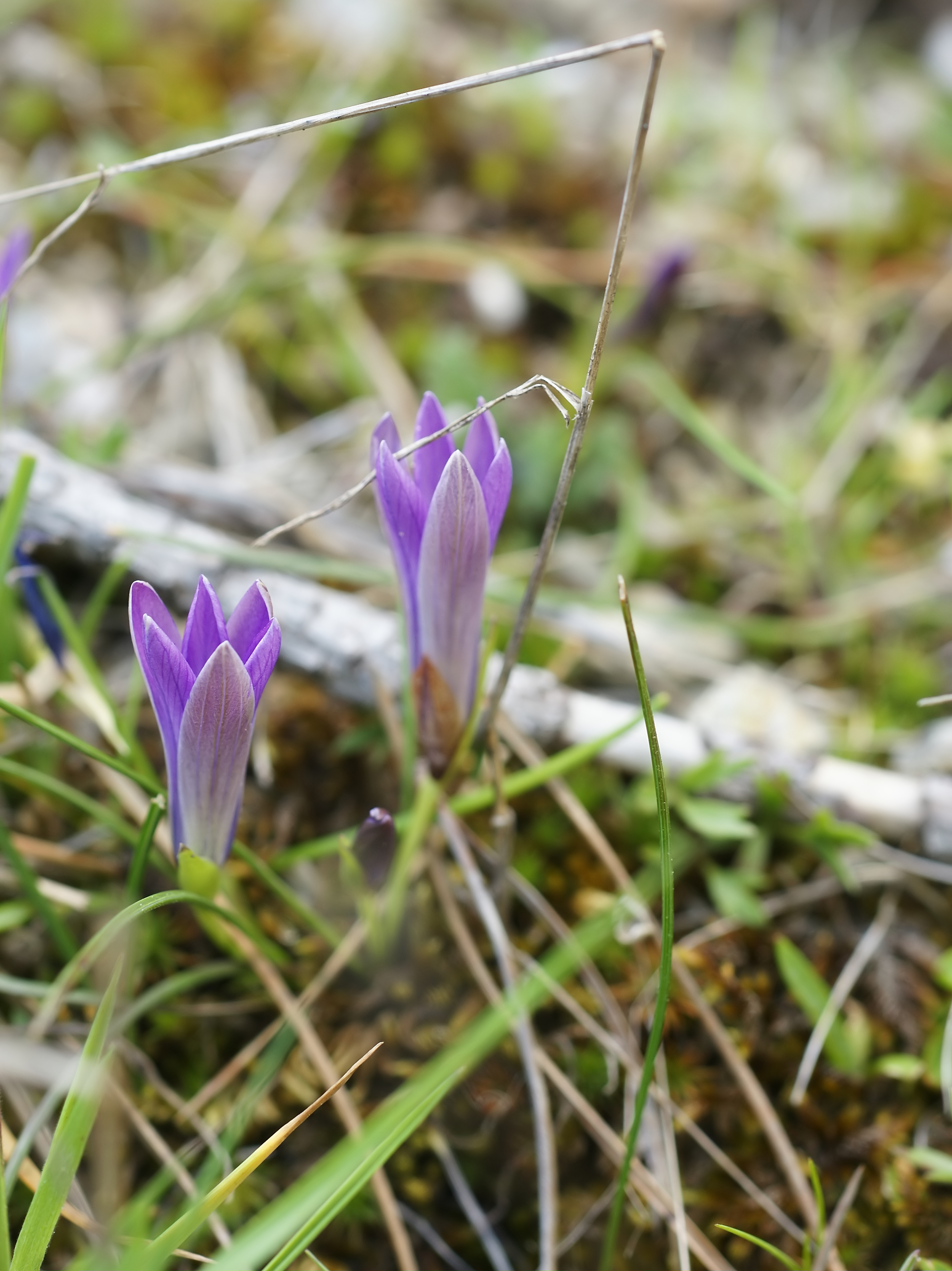
Fiori chiusi di Romulea requienii

### Portamento
Pianta erbacea geofita bulbosa, alta fino a 10 cm.

### Foglie
Le foglie sono verdi e filiformi, molto più lunghe del fiore e semicilindriche, allungate e flaccide.

### Fiori
I fiori, da 1 a 2, raramente 3, compaiono tra febbraio e marzo e sono piccoli, con 5 o 6 lacinie lunghe 20 o 25 mm, arrotondate all'apice. Il perigonio è di un bel colore violetto scuro anche alla fauce, glabro e, a volte, con delle venature bianche. Gli stami sono poco più brevi del perigonio e con filamento peloso nella metà inferiore. Lo stilo supera le antere di 2 o 3 mm. Lo stilo termina all'apice con lo stigma diviso in tre segmenti bifidi e incurvati verso l'esterno. Il frutto è una capsula ovale di 6–8 mm portante numerosi semi globosi.

### Radici
Bulbo piccolo (circa 1 cm), piriforme, con tuniche bruno-grigiastre e fibre longitudinali.

## Distribuzione e habitat
La specie è endemica di Sardegna, Corsica e isole vicine. La si ritrova anche in Toscana con lievi differenze che hanno portato a descrivere quelle popolazioni come varietà etrusca.
Vegeta nei luoghi erbosi, i pascoli e soprattutto presso il mare.